# Primera Asamblea de ETA
La Primera Asamblea de ETA fue una reunión de militantes que celebró la organización clandestina española de ideología nacionalista vasca Euskadi Ta Askatasuna (ETA), la primera desde su fundación en 1959. Su finalidad era definir los objetivos, metodología y organización del grupo. Tuvo lugar en mayo de 1962 en el monasterio de Nuestra Señora de Belloc, situado en la localidad francesa de Urt, durante la dictadura del general Franco. Las decisiones adoptadas por los militantes conformaron lo que ETA denominó su Declaración de Principios, que fue ampliamente divulgada posteriormente por la organización. También eligió un Comité Ejecutivo integrado por destacados miembros del grupo, como Benito del Valle, Julen Madariaga, Patxi Iturrioz y Txillardegi, entre otros.

## Antecedentes

### La dictadura de Franco

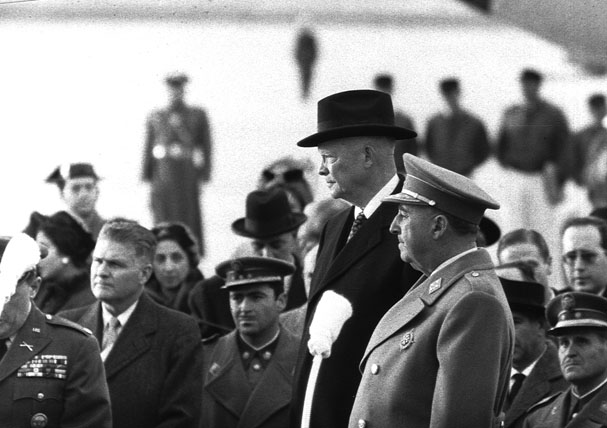
El general Franco con el presidente Eisenhower durante su visita a Madrid en 1959. España estaba entonces al borde de la suspensión de pagos, pero el régimen era sólido.

A comienzos de la década de 1960 la dictadura del general Franco tenía ya más de veinte años de vida y estaba experimentando un cambio sutil pero importante. El largo período de autarquía en el que el régimen había pretendido que España fuera autosuficiente había conducido a una situación próxima a la suspensión de pagos, lo que obligó a realizar importantes cambios a finales de la década anterior. A partir de 1957 Laureano López Rodó impulsó una reforma administrativa mientras que Alberto Ullastres realizó algunas reformas económicas. También se aprobó una Ley de Convenios Colectivos que introducía una tímida negociación colectiva local en el marco de la Organización Sindical. Tras el rápido éxito de la Comunidad Económica Europea, que reveló la futilidad de buscar el desarrollo de forma aislada, el gobierno español acabó presentando una solicitud de adhesión en febrero de 1962. También en 1958, España ingresó en la Organización Europea para la Cooperación Económica (OECE) y en el Fondo Monetario Internacional (FMI). Sin embargo, cuatro años de déficit comercial e inflación condujeron a una crisis a mediados de 1959, lo que convenció a los ministros económicos de que era necesario un cambio de rumbo y acabó venciendo las resistencias del propio Franco.
El 22 de julio de 1959 se aprobó el Plan de Estabilización Interna y Externa de la Economía impulsado por el ministro de Finanzas Mariano Navarro Rubio, Ullastres y Gregorio López-Bravo, y que fue acompañado por una devaluación de la peseta y un importante préstamo concedido por los Estados Unidos. Entre otras medidas, el Plan fomentó la inversión extranjera. A corto plazo, causó un aumento del desempleo y una disminución en los ingresos reales, pero pronto mostró sus beneficios al alejar el peligro de la suspensión de pagos, incrementar sustancialmente la inversión extranjera y duplicar en dos años el número de turistas. En 1960 se introdujo un nuevo arancel y en 1962 fue nacionalizado el Banco de España. Los nuevos ministros tecnócratas imprimieron un nuevo estilo de gobierno y hablaban un lenguaje muy distinto del de los ideologizados autócratas.
La liberalización abrió el mayor período de industrialización y prosperidad conocido hasta entonces en España, siendo ya 1961 un año de gran éxito. La industria turística no dejaría de crecer desde entonces y llegaría a ser una de las más eficientes del mundo. La mejora de las condiciones de vida era indudable; por ejemplo, la mortalidad infantil descendió del 69,84 por mil en 1950 al 43,66 en 1960. Sin embargo, los salarios permanecieron casi congelados entre 1957 y 1961, y hubo una oleada de emigración desde España hacia otros países europeos más industrializados, lo que hizo que el cambio fuera impopular entre los trabajadores. Por otra parte, el liberalismo económico produjo una mayor demanda de libertad en la sociedad, muestra de la cual fue la petición colectiva que en noviembre de 1960 firmaron intelectuales de primera fila —con el prohombre del régimen José María Pemán entre ellos— pidiendo una reglamentación de la censura, la identificación pública de los censores y garantías judiciales frente a sus abusos.
El burocratizado régimen de democracia orgánica construido por Franco era por entonces muy estable políticamente, pero la edad de Franco, un par de accidentes que tuvo por entonces y la enfermedad de Parkinson que se le diagnosticó en 1961 planteaban dudas sobre el futuro una vez desapareciera el Caudillo. Pensando en su propia sucesión, Franco celebró en marzo de 1960 una entrevista con Juan de Borbón, pretendiente al Trono, durante la que se acordó que su hijo Juan Carlos continuara sus estudios en España. El joven contrajo matrimonio con Sofía de Grecia precisamente en mayo de 1962.

### La oposición
Tras la liquidación de los maquis a principios de la década de 1950, la oposición a Franco había caído a su nivel más bajo. Además de ser débil y estar falta de organización en el interior del país, carecía de unidad. Los republicanos de ARDE —creada en 1960 como resultado de la fusión de Izquierda Republicana y Unión Republicana— seguían integrando un inoperante Gobierno de la República en el exilio presidido por Diego Martínez Barrio. El PNV seguía manteniendo el Gobierno vasco en el exilio junto con ANV, los republicanos y el PSOE. Este último partido tenía escasa presencia en el interior de España, a lo que ayudaba la negativa de su sindicato UGT a participar en los organismos sindicales franquistas. No obstante, en 1961 creó un nuevo y estéril esbozo de organismo unitario de la oposición, la Unión de Fuerzas Democráticas, en colaboración con un sector demócrata cristiano. La táctica más fructífera la adoptaron los comunistas. Tras instaurar en 1956 la denominada política de reconciliación nacional, el Partido Comunista de España empezó en 1958 a organizar comisiones obreras que funcionaban como comités de empresa clandestinos, una actuación que le acabaría convirtiendo en la principal fuerza de oposición en el interior de España. De esta forma, los comunistas, acompañados de católicos disidentes, se infiltraron en los niveles más bajos de la Organización Sindical.

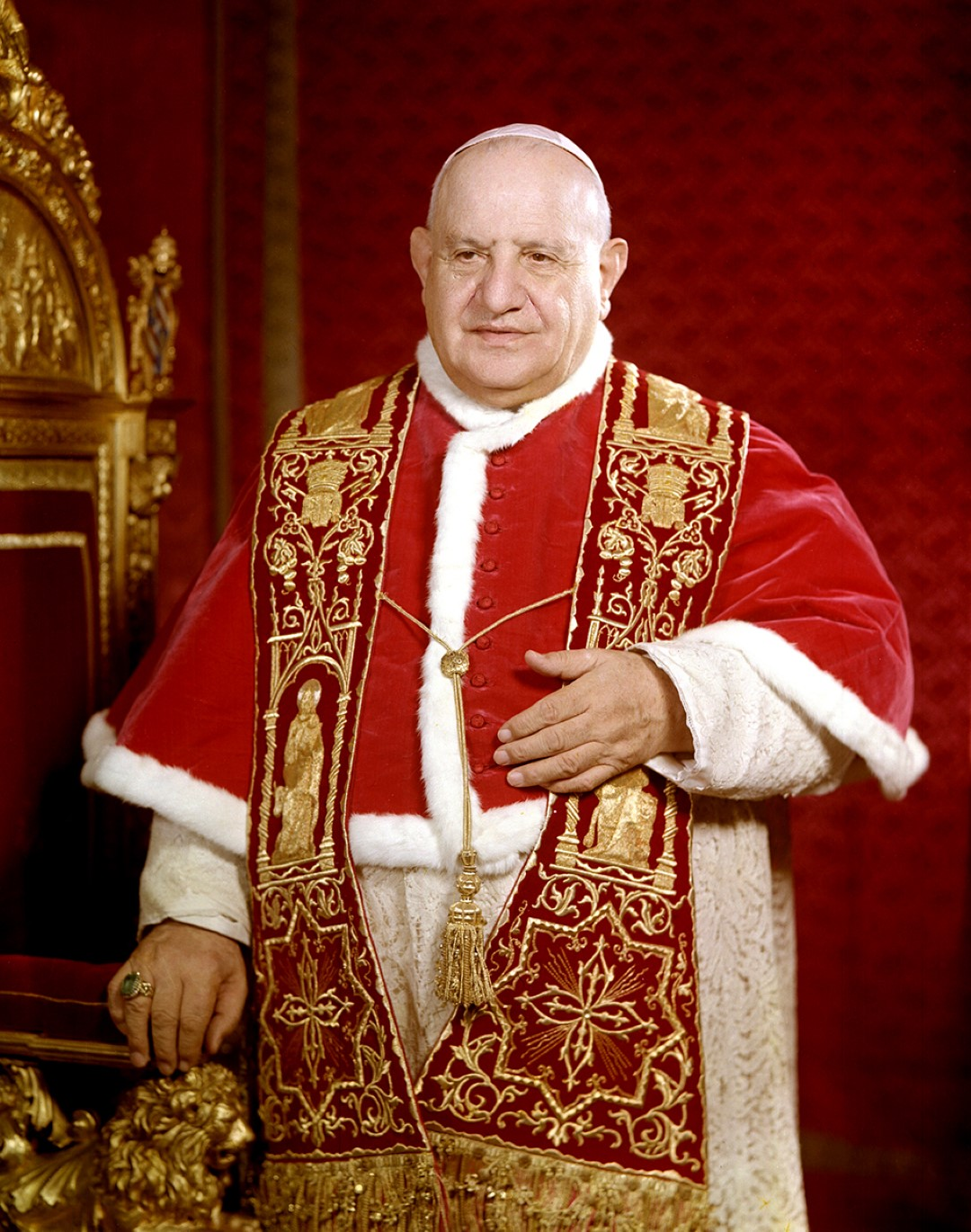
La encíclica Mater et magistra de Juan XXIII reforzó las posturas críticas con la dictadura del general Franco.

También surgieron grupos nuevos en el interior. El más significativo fue el Frente de Liberación Popular (conocido popularmente como FELIPE), de origen católico pero que iría derivando hacia una izquierda radical de tipo tercermundista. Esta característica posibilitaría que su rama vasca, la Euskadiko Sozialisten Batasuna (ESBA), llegara a converger con ETA en el futuro. De signo más violento era el Directorio Revolucionario Ibérico de Liberación (DRIL), una organización armada que colocó varios artefactos explosivos en Madrid en 1960 y que puede ser vista bien como un último vestigio de la otrora poderosa organización anarcosindicalista Confederación Nacional del Trabajo (CNT), bien como el preludio de la nueva y creciente militancia de la clase obrera. El malestar de esta empezó a quedar de manifiesto con el estallido de huelgas en las minas de carbón de Asturias en abril de 1962. Las demás organizaciones de oposición eran pequeños grupos más parecidos a tertulias que a partidos políticos: la Acción Democrática del antiguo falangista Dionisio Ridruejo, la Democracia Social Cristiana de José María Gil Robles, la Unión Demócrata Cristiana del también exministro Manuel Giménez Fernández o la monárquica Unión Española de Joaquín Satrústegui.
Un nuevo foco de oposición, impensable años atrás, era la Iglesia católica. Muchos jóvenes sacerdotes sintonizaban con movimientos liberalizadores del exterior y, de la mano de organizaciones de Acción Católica, se identificaron con sectores críticos con el régimen. De hecho, muchos de los líderes sindicales que participaron en la creación de las comisiones obreras junto con los militantes comunistas, surgieron de la Hermandad Obrera de Acción Católica (HOAC) y la Juventud Obrera Cristiana (JOC). El 30 de mayo de 1960, 339 curas vascos firmaron una carta en la que protestaban por la falta de libertad tanto del clero como de las provincias vascas en general. Aunque este comportamiento fue condenado por el cardenal primado de España, el conservador Enrique Plá y Deniel, la posterior represión policial contra la HOAC motivó que el mismo primado escribiera en noviembre una dura carta de protesta a José Solís, ministro secretario general del Movimiento por esas fechas. La encíclica Mater et magistra, promulgada en mayo de 1961 por el papa Juan XXIII, aumentó la demanda de una política social más progresista. De origen católico, aunque se declarara aconfesional y socialista, era la Unión Sindical Obrera (USO), creada en 1961 y que compitió y colaboró con los comunistas en la lucha sindical.

### ETA
El 31 de julio de 1959 un grupo de jóvenes —antiguos integrantes, en su mayoría, de la organización Ekin— que habían abandonado meses antes EGI, la organización juvenil del Partido Nacionalista Vasco (PNV), disconformes con lo que consideraban pasividad del partido frente a la dictadura del general Franco, crearon formalmente —aunque puede que existiera de hecho desde finales de 1958— la organización clandestina Euskadi Ta Askatasuna, nombre vascuence traducible como «País Vasco y Libertad», con el fin de utilizar la «acción directa» contra el régimen.
Durante los primeros años, la labor de ETA fue, principalmente, de profundización teórica y difusión cultural. Ideológicamente, no se diferenciaba mucho del PNV del que procedía, con propuestas de clara índole demócrata cristiana, como la aprobación de un salario mínimo o de prestaciones familiares. Aunque el uso de la violencia con fines políticos estaba presente en la organización desde el mismo momento de su creación, su actividad se limita inicialmente a la realización de pintadas callejeras y algunos actos de sabotaje contra monumentos franquistas.
Pasarán más de dos años hasta que se intente realizar el primer atentado. La fecha elegida fue el 18 de julio de 1961, en la que el régimen conmemoraba el 25º aniversario del evento que denominaba Alzamiento Nacional. Los activistas de la organización intentaron hacer descarrilar un tren que transportaba a simpatizantes franquistas que viajaban a San Sebastián para celebrar la efeméride, para lo que se limitaron a desatornillar los raíles en un tramo en el que el tren no podía alcanzar mucha velocidad. No parece que la intención fuera causar víctimas mortales, sino solo realizar un sabotaje que tuviera repercusión periodística. El atentado resultó ser un completo fracaso; el maquinista se percató del hecho y no solo el tren no descarriló, sino que se desencadenó una durísima represión gubernamental que conllevó la detención de numerosos militantes y el exilio de otros. La policía empleó la tortura para obtener información de los capturados y, aunque después de 1959 los tribunales militares encargados de enjuiciar los delitos políticos habían reducido sustancialmente la duración de las condenas, en este caso llegaron hasta los veinte años de reclusión. La organización quedó paralizada y casi desmantelada, y muchos militantes, atemorizados, abandonaron la organización.
Como contrapartida, la minoría que permaneció en ETA radicalizó su postura. Se produjo una situación nueva, con la aparición de un núcleo estable de huidos en el País Vasco francés cuya falta de empleo les proporcionaba tiempo para dedicar al trabajo en la organización. Contaban con el apoyo del grupo francés formado alrededor de Enbata y el auxilio económico de algunos exiliados residentes en México y Venezuela. Estos militantes refugiados en Francia encontraron una recepción muy hostil por parte del PNV, que todavía se sentía traicionado por la escisión de EGI. Esta reacción sorprendió a los miembros de ETA, pues, a pesar de la separación, todavía se consideraban parte de un mismo movimiento nacionalista.
A finales de 1961 la dirección de ETA decidió que era conveniente celebrar una asamblea de militantes con el fin de reflexionar y organizarse de cara al futuro. Al fin y al cabo, el hecho de que el grupo no hubiera celebrado todavía una asamblea, al cabo de tres años de su fundación, da idea de su debilidad estructural y falta de delimitación ideológica con el PNV. Dada la situación de clandestinidad, el lugar de celebración habría de estar fuera de España; pero no se renunció a que fuera en suelo vasco. El sitio elegido fue el Monasterio de Nuestra Señora de Belloc, ubicado en la localidad francesa de Urt (Pirineos Atlánticos), cerca de Bayona, donde los monjes benedictinos ofrecieron hospitalidad a los activistas que acudieron, todos ellos varones. Su número exacto es confuso, pues Iker Casanova habla de catorce mientras que José María Garmendia solo menciona a siete. Su escaso número es fiel reflejo de lo reducida que había quedado la organización tras las detenciones y deserciones.

## Decisiones de la asamblea
La reunión no realizó innovaciones ideológicas, sino que se limitó a plasmar los contenidos que los teóricos del grupo habían ido esbozando desde los tiempos de Ekin para formar lo que se denominó como los «Principios de ETA».

### Definición
La Asamblea definió a ETA como «Movimiento Revolucionario Vasco de Liberación Nacional», y evitó deliberadamente definirla como partido político. De esta forma, la organización asumió desde un principio una ambiciosa —para su tamaño— posición de dirección de las diversas fuerzas políticas vascas con la finalidad de conseguir la «reconstrucción nacional vasca». En cuanto al adjetivo «revolucionario», no debe ser entendido en un sentido socioeconómico sino en el de la lucha por la «liberación nacional»; ETA había surgido de un partido conservador y católico como el PNV, con el que no había roto todavía ideológicamente, y carecía del ideario socialista que desarrollaría con posterioridad.

### Objetivos

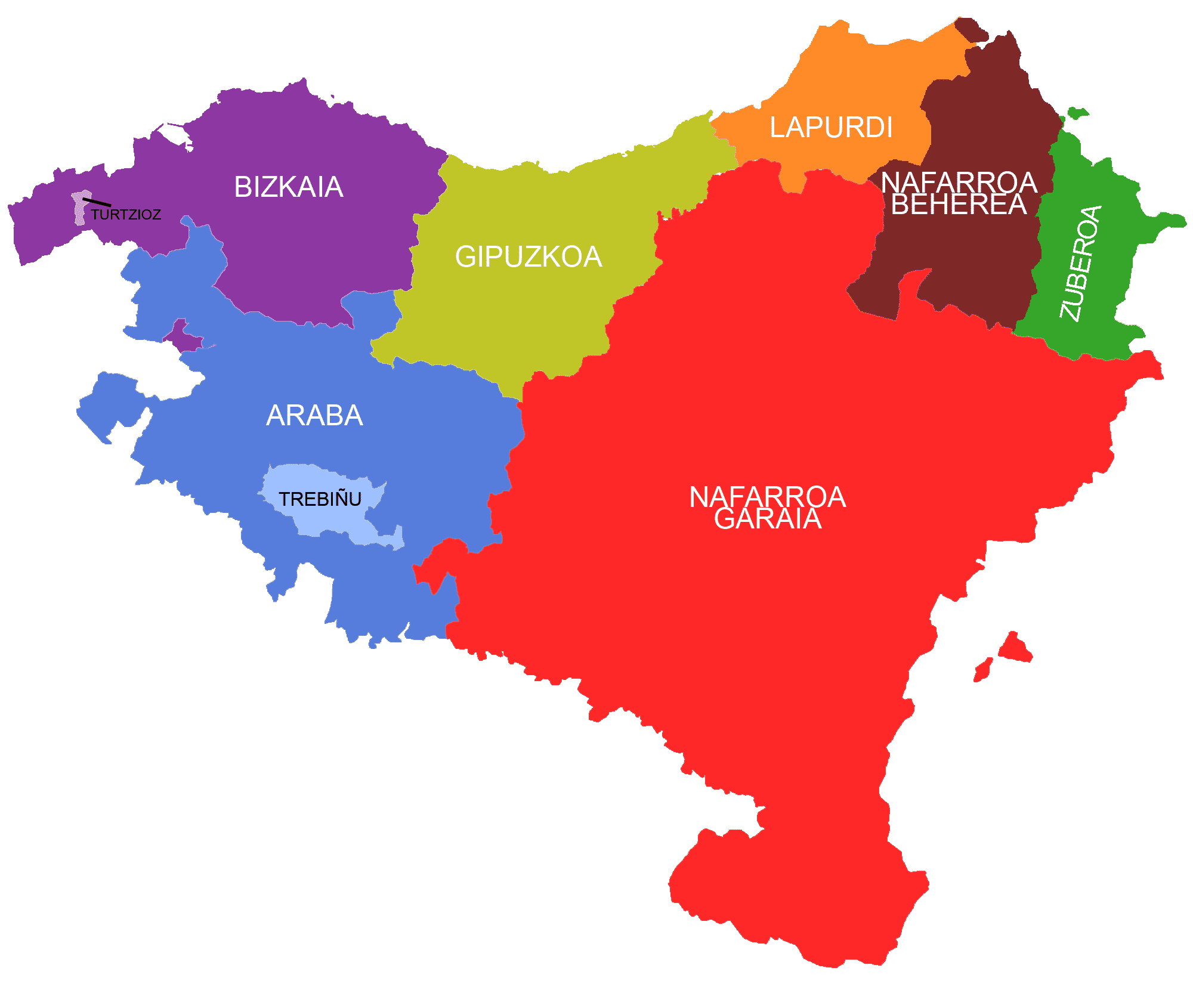
Mapa del territorio reclamado por ETA para la creación de un Estado vasco. Las tres demarcaciones del noreste están en Francia; el resto, en España.

#### Independencia
El objetivo primordial definido era la construcción de un Estado vasco independiente. Los límites de este debían estar constituidos por el territorio tradicionalmente reivindicado por el nacionalismo vasco: las cuatro provincias españolas de Álava, Guipúzcoa, Navarra y Vizcaya (más algunos enclaves) y el territorio francés del sur de Aquitania comúnmente considerado como País Vasco francés y que los nacionalistas dividen en los territorios de Baja Navarra, Labort y Sola. No obstante, ETA hablaba de seis territorios, al considerar que la Baja Navarra es una parte de Navarra. A pesar de su escasa madurez, su exigua militancia y su escasa y negativa experiencia en la lucha armada, ETA se consideraba con fuerza como para llegar a doblegar a los Estados español y francés para conseguir su propósito. No obstante, la organización no rechazaba un federalismo europeo de tipo poco definido..

#### Democracia representativa
Respecto al régimen político que debería tener el nuevo Estado vasco, la Asamblea defendió un sistema democrático representativo, con respeto a los derechos humanos. Aunque no se definió más profundamente el sistema político a implantar, la organización rechazó expresamente tanto el fascismo como el comunismo, con su repudio a ambas ideologías situado en un mismo plano. Está claro que la organización era plural desde el punto de vista ideológico, si bien el nacionalismo aranista renovado proporcionaba cohesión al conjunto.

#### Economía
En lo que se refiere al programa económico, ETA se opuso entonces al liberalismo y reclamaba el reconocimiento de la dimensión social de la propiedad, la socialización de sectores productivos básicos, la planificación de la economía nacional, la cogestión empresarial, el papel de los sindicatos, la extensión de los seguros sociales y la progresividad fiscal. Ninguna de estas propuestas son definitorias de un ideario comunista, pese a las acusaciones que el PNV haría después a ETA en ese sentido; el capitalismo es perfectamente viable sin liberalismo económico y algunas de las ideas expuestas eran frecuentes tanto en el keynesianismo como en la doctrina social de la Iglesia, ambas muy vigentes en la época. Sin ir más lejos, justo por entonces el propio régimen franquista se disponía a construir un auténtico sistema de Seguridad Social. Pese a su inclinación a la acción, ETA seguía siendo por estas fechas un grupo de extracción burguesa y poco simpatizante con el movimiento obrero.

#### Etnicismo lingüístico

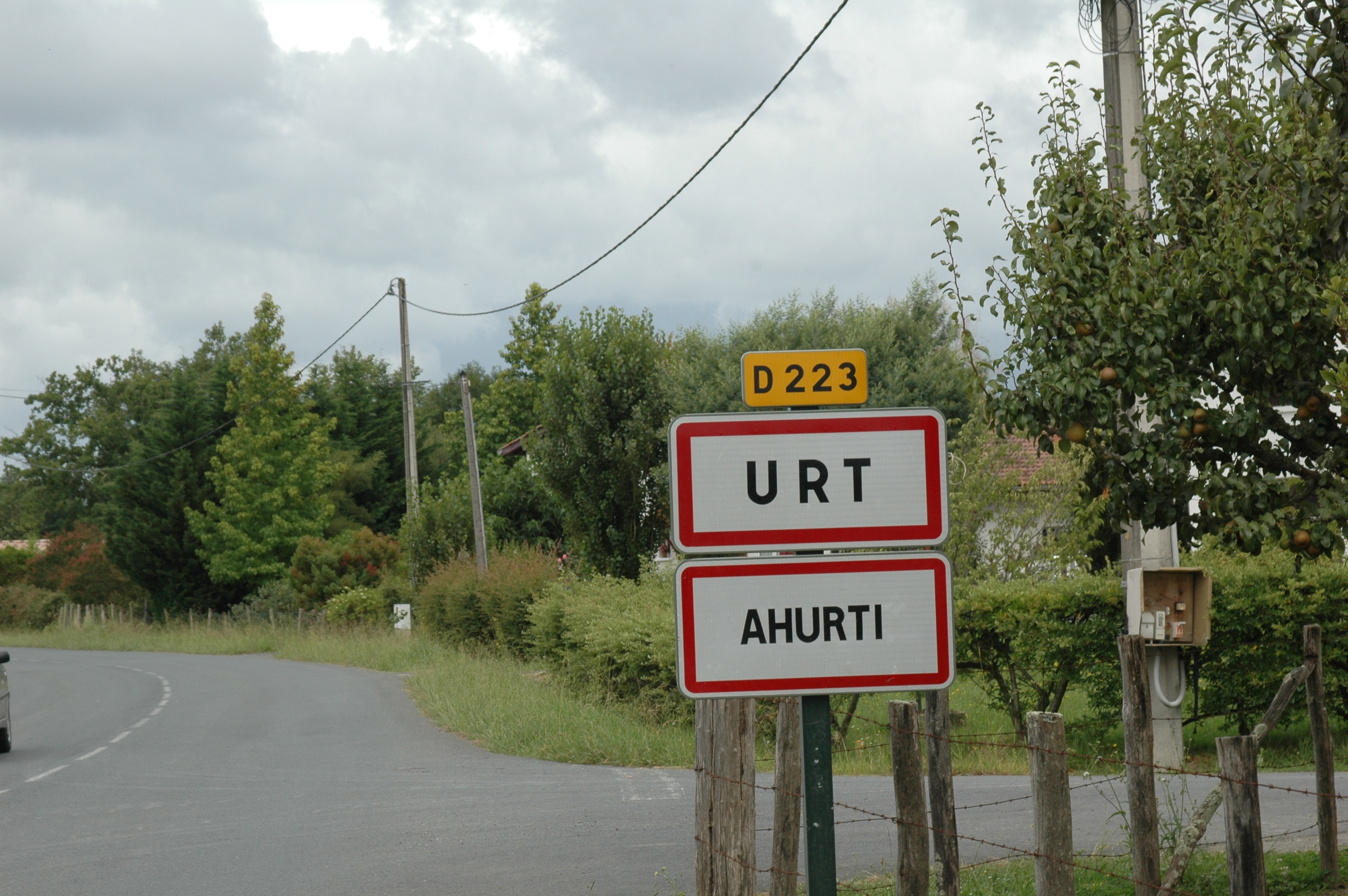
ETA defendía la coexistencia provisional del español y del francés con el vascuence. En la imagen de 2007, cartel bilingüe que indica la llegada a la localidad francesa donde se celebró la I Asamblea.

En el plano sociocultural, en línea con el pensamiento de Txillardegi, militante fundador de la organización, y aun antes de la difusión de las ideas de Federico Krutwig, ETA hizo una profunda defensa del vascuence, idioma cuyo uso había llegado a estar prohibido y aun entonces estaba marginado por el régimen de Franco, como elemento definidor de la identidad vasca. Por ello, defendía que se convirtiera en la única lengua oficial del futuro Estado vasco y que su difusión fuera prioritaria en todos los niveles del sistema educativo. En este sentido, ETA rompía con la vieja visión del nacionalismo vasco aranista que basaba la identidad vasca en la raza, siendo determinada esta a través de los apellidos. Ahondando esa postura, la Asamblea rechazó expresamente el racismo, muy desacreditado para entonces desde los crímenes contra la humanidad cometidos durante la II Guerra Mundial.
Muy influenciado por las teorías del estructuralismo lingüístico, mantenía que la organización del idioma determinaba la forma de pensar y de ver el mundo del que lo usaba, por lo que el hablar euskera establecía la particular cosmovisión del euskaldun (vascoparlante), que era incompatible con la del castellanoparlante.
No obstante, consciente de la debilidad del euskera, la organización admitía un período transitorio en el que el español y el francés seguirían siendo lenguas cooficiales. Hay que tener en cuenta que, además de la presencia que ambas lenguas romances tenían ya tradicionalmente en el País Vasco, durante las décadas de 1950 y 1960 se produjeron en ambos lados de la frontera —al igual que en el resto del mundo— fuertes movimientos migratorios que supusieron la llegada a Euskal Herria de numerosos inmigrantes que desconocían la lengua vasca. A ello hay que unir la dificultad de aprendizaje que conlleva el vascuence, lengua prerromana que carece de similitudes con los demás idiomas europeos.

#### Religión
En el plano religioso, la Asamblea defendió la aconfesionalidad del futuro Estado vasco independiente. Se rompía también en este aspecto con el nacionalismo aranista tradicional, que empleaba el catolicismo como segundo elemento constitutivo de la identidad vasca, tras el racial.

### Organización
Se decidió establecer como supremo órgano de decisión de la organización a la asamblea, que elegiría a su vez un comité ejecutivo que sería el máximo órgano directivo entre asambleas. El primer Comité Ejecutivo estuvo integrado por José María Benito del Valle, Julen Madariaga, Patxi Iturrioz, David López Dorronsoro, Txillardegi, Eneko Irigarai y José Manuel Aguirre, entre otros. Madariaga sería también el máximo responsable «militar» y, como tal, encargado de la obtención de armamento.
Se oficializó también la creación de dos publicaciones: Zutik! —que ya se venía publicando antes de la reunión— tenía carácter externo, se dirigía al conjunto de la población y servía de órgano de expresión; Kemen sería un boletín interno dirigido exclusivamente a la militancia. La primera era de mayor difusión, se editaba en ciclostil, contenía pocas páginas e informaba acerca de la represión del régimen y las actividades desarrolladas por los distintos sectores de ETA. En sus primeros tiempos era muy plural. Esta diversidad de opiniones en el seno del movimiento durante sus primeros años ha dado lugar a acusaciones de confusión ideológica; sin embargo, puede también ser interpretada como fruto de una deliberada voluntad de lograr una unidad nacionalista que superara las diferencias políticas.

### Tácticas

#### La lucha armada
Desde su fundación, los escritos de ETA no habían hecho referencia alguna a los métodos de lucha violenta. Y ello a pesar de que la organización creó una rama «militar» desde el momento de su fundación. Una posible explicación para ese silencio puede estar en la adopción de estrictas medidas de seguridad. La represión sufrida tras el fallido atentado de 1961 hizo que la militancia reconsiderara la cuestión.
Sorprendentemente, la Asamblea no se pronunció expresamente acerca del uso de las armas como método de confrontación con España y Francia. Aunque podía interpretarse que su intención había quedado de manifiesto al nombrar a Julen Madariaga como responsable «militar», lo cierto es que no se debatió la forma o límites de la acción armada. Tan solo se incluirá un párrafo en los «Principios» en el que se dice que «se deberán emplear los medios más adecuados que dicte cada circunstancia histórica». La omisión daría lugar a posteriores pronunciamientos encontrados en Zutik!, incluso con defensa de posiciones pacifistas, hasta que el propio Madariaga zanjó definitivamente la cuestión afirmando que «nos hallamos en guerra contra el ocupante extranjero».

#### Alianzas
Aunque ETA se definió como independiente de todo partido, lo que en ese momento puede interpretarse como un deseo de diferenciarse tanto del PNV del que procede como del Partido Comunista, la organización afirmaba su disposición a establecer alianzas con otros grupos, siempre que ello no comprometiera los fines que perseguía.

## Trascendencia

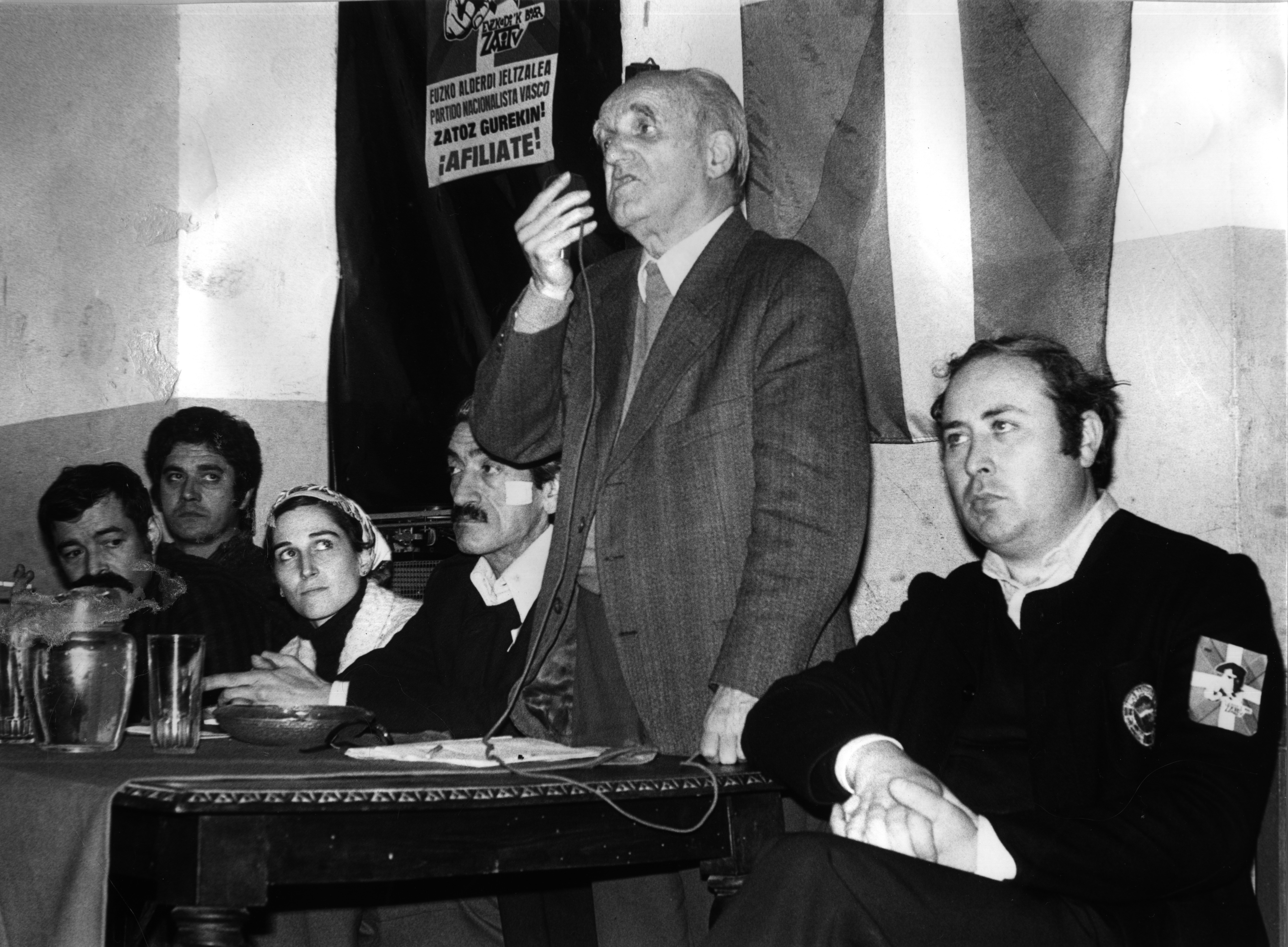
Imagen del presidente del PNV Juan de Ajuriaguerra en época posterior. El PNV tuvo una actitud hostil hacia ETA desde un principio.

La «Declaración de Principios» aprobada por la Asamblea no contenía nada nuevo respecto a lo ya publicado previamente por ETA o incluso por Ekin. Está caracterizada por cuatro elementos fundamentales: el redescubrimiento de las aportaciones del nacionalismo vasco desde su surgimiento; un regeneracionismo que responde a la «desesperada» situación vasca; la asunción del acervo ideológico del nacionalismo vasco, con todas sus contradicciones; y la diversidad ideológica con el único sustrato común del aranismo.
La principal influencia ideológica procede del PNV. Concretamente es visible el pensamiento demócrata cristiano de José Antonio Aguirre en la concepción de que el futuro Estado vasco fuera democrático y descentralizado. En cambio, la influencia de Acción Nacionalista Vasca (ANV) solo se percibe en la idea de crear un Estado aconfesional.
Gurutz Jáuregui considera que, aunque ETA quiso que la Declaración fuera el cuerpo ideológico de la organización, nació muerta por ser más una recapitulación de las actividades realizadas hasta la fecha que un programa para el futuro.
ETA difundió la Declaración publicándola en cuatro idiomas e imprimiendo 30 000 ejemplares de la misma que fueron repartidos por todo el País Vasco. El mensaje no pasó desapercibido. El PNV, de cuya organización juvenil EGI había surgido ETA, consideró que con su programa, la nueva organización se había convertido en un aliado del comunismo. Sin embargo, para los también clandestinos partidos de izquierda españoles, ETA no pasaba de ser un grupo radicalizado del PNV. Pese a esta percepción y a que la asamblea no supuso ruptura ideológica con el viejo partido nacionalista, su mera celebración sí supuso un mayor alejamiento entre las dos organizaciones.
A corto plazo, la labor de propaganda consiguió reclutar algunos nuevos militantes en Vizcaya y Guipúzcoa, pero ninguno en Álava y Navarra. En esta última región se optó por desplazar a activistas del País Vasco que repartían la revista Iratxe como si hubiera sido publicada allí.
Con posterioridad, ETA iría creciendo paulatinamente, ganando adeptos, evolucionando ideológicamente hacia la izquierda y utilizando la violencia con mayor éxito. Su más conocido atentado fue el asesinato del inspector Melitón Manzanas en 1968. Llegaría a celebrar cinco asambleas más a lo largo de su existencia, hasta que, en 1970, su VI Asamblea adoptó principios marxista-leninistas y supeditó la lucha armada a la lucha política, hecho que dio lugar, tras perder a gran parte de su militancia en sucesivas escisiones, a su posterior transformación en el partido político Liga Komunista Iraultzailea, de ideología trotskista.
Su influencia no desaparecería con ella. Un sector nacionalista y militarista se escindió de la organización en 1970 y fundó la denominada ETA-V Asamblea, que intensificaría el uso de la violencia durante el tardofranquismo y la Transición de tal forma que ha sido considerada como una organización terrorista. Aunque esta organización se extinguiría, a su vez, hacia 1986 bajo el nombre de ETA político-militar, la actividad terrorista sería continuada por una escisión suya surgida en 1974, ETA militar, quien elevaría el grado de violencia hasta límites aun mayores y que sólo anunciaría el cese definitivo de su actividad armada el 20 de octubre de 2011, y la disolución de todas sus estructuras el 3 de mayo de 2018.